# I liga brazylijska w piłce nożnej (2011)
Campeonato Brasileiro Série A w roku 2011 był czterdziestym pierwszym sezonem rozgrywek o mistrzostwo Brazylii. Po raz piąty w historii mistrzem Brazylii zostało Corinthians Paulista, natomiast wicemistrzem Brazylii zostało CR Vasco da Gama. Królem strzelców rozgrywek został Borges z Santosu FC.
Do Copa Libertadores w roku 2012 zakwalifikowały się następujące kluby:
- Corinthians Paulista (mistrz Brazylii)
- CR Vasco da Gama (wicemistrz Brazylii, zdobywca Copa do Brasil)
- Fluminense FC (3 miejsce)
- CR Flamengo (4 miejsce – runda wstępna)
- SC Internacional (5 miejsce – runda wstępna)
- Santos FC (zdobywca Copa Libertadores 2011)

Do Copa Sudamericana w roku 2012 zakwalifikowały się następujące kluby:
- São Paulo (6 miejsce)
- Figueirense FC (7 miejsce)
- Coritiba FBC (8 miejsce)
- Botafogo FR (9 miejsce)
- SE Palmeiras (11 miejsce)
- Grêmio Porto Alegre (12 miejsce)
- Atlético Goianiense (13 miejsce)
- EC Bahia (14 miejsce)

Cztery ostatnie w tabeli kluby spadły do drugiej ligi (Campeonato Brasileiro Série B):
- Ceará SC
- Athletico Paranaense
- América Mineiro
- Avaí FC

Na miejsce spadkowiczów awansowały cztery najlepsze kluby drugiej ligi:
- Portuguesa
- Náutico
- AA Ponte Preta
- Sport Recife

## Zespoły w sezonie 2011
| Uczestnicy poprzedniej edycji                                                                                 | Uczestnicy poprzedniej edycji | Uczestnicy poprzedniej edycji | Uczestnicy poprzedniej edycji |
| --- | ----------------------------- | ----------------------------- | ----------------------------- |
| FLU | Fluminense FC                 | 1                             |                               |
| CRU | Cruzeiro EC                   | 2                             |                               |
| COR | SC Corinthians Paulista       | 3                             |                               |
| GPA | Grêmio Porto Alegre           | 4                             |                               |
| ATP | Athletico Paranaense          | 5                             |                               |
| BOT | Botafogo FR                   | 6                             |                               |
| IPA | SC Internacional              | 7                             |                               |
| SFC | Santos FC                     | 8                             |                               |
| SPA | São Paulo FC                  | 9                             |                               |
| PAL | SE Palmeiras                  | 10                            |                               |
| VAS | CR Vasco da Gama              | 11                            |                               |
| CEA | Ceará SC                      | 12                            |                               |
| ATM | Atlético Mineiro              | 13                            |                               |
| FLA | CR Flamengo                   | 14                            |                               |
| AVF | Avaí FC                       | 15                            |                               |
| ATG | Atlético Goianiense           | 16                            |                               |
| Spadek z Campeonato Brasileiro Série A                                                                        |                               |                               |                               |
| VIT | EC Vitória                    | 17                            |                               |
| GUA | Guarani FC                    | 18                            |                               |
| GOI | Goiás EC                      | 19                            |                               |
| PRU | Grêmio Barueri                | 20                            |                               |
| Awans z Campeonato Brasileiro Série B                                                                         |                               |                               |                               |
| CFC | Coritiba FBC                  | 1                             |                               |
| FIG | Figueirense FC                | 2                             |                               |
| BAH | EC Bahia                      | 3                             |                               |
| AMG | América FC                    | 4                             |                               |
| Oznaczenia: - kolumna pierwsza – skróty nazw drużyn, - kolumna trzecia – miejsce zajęte w poprzednim sezonie. |                               |                               |                               |

## Stadiony
| Lp. | Miasto         | Stadion             | Klub                                           | Pojemność | Zdjęcie |
| --- | -------------- | ------------------- | ---------------------------------------------- | --------- | ------- |
| 1   | Belo Horizonte | Parque do Sabiá     | Cruzeiro EC                                    | 23.860    |         |
| 2   | Florianópolis  | Ressacada           | Avaí FC                                        | 19.000    |         |
| 3   | Florianópolis  | Orlando Scarpelli   | Figueirense FC                                 | 19.069    |         |
| 4   | Fortaleza      | Presidente Vargas   | Ceará SC                                       | 56.400    |         |
| 5   | Goiânia        | Serra Dourada       | Atlético Goianiense                            | 50.049    |         |
| 6   | Ipatinga       | Ipatingão           | Atlético Mineiro                               | 20.500    |         |
| 7   | Kurytyba       | Couto Pereira       | Coritiba FBC                                   | 37.182    |         |
| 8   | Kurytyba       | Kyocera Arena       | Athletico Paranaense                           | 28.327    |         |
| 9   | Porto Alegre   | Beira-Rio           | SC Internacional                               | 56.000    |         |
| 10  | Porto Alegre   | Olímpico Monumental | Grêmio Porto Alegre                            | 45.000    |         |
| 11  | Rio de Janeiro | Engenhão            | Botafogo FR CR Flamengo Fluminense FC          | 46.931    |         |
| 12  | Rio de Janeiro | São Januário        | CR Vasco da Gama                               | 20.150    |         |
| 13  | Salvador       | Roberto Santos      | EC Bahia                                       | 32.157    |         |
| 14  | Santos         | Vila Belmiro        | Santos FC                                      | 20.120    |         |
| 15  | São Paulo      | Morumbi             | São Paulo FC                                   | 67.428    |         |
| 16  | São Paulo      | Pacaembu            | SC Corinthians Paulista SE Palmeiras Santos FC | 37.952    |         |
| 17  | São Paulo      | Canindé             | SE Palmeiras                                   | 29.786    |         |
| 18  | Sete Lagoas    | Arena do Jacaré     | Atlético Mineiro América FC Cruzeiro EC        | 18.000    |         |

## Zmiany trenerów
| Klub                 | Były trener            | Powód odejścia       | Data odejścia        | Nowy trener        | Data zatrudnienia    |
| -------------------- | ---------------------- | -------------------- | -------------------- | ------------------ | -------------------- |
| Fluminense FC        | Leomir de Souza        | Koniec zastępstwa    | 8 czerwca 2011       | Abel Braga         | 8 czerwca 2011       |
| Avaí FC              | Silas                  | Odejście do Al-Arabi | 8 czerwca 2011       | Alexandre Gallo    | 14 czerwca 2011      |
| Cruzeiro EC          | Cuca                   | Zwolnienie           | 19 czerwca 2011      | Joel Santana       | 20 czerwca 2011      |
| Grêmio               | Renato Gaúcho          | Zwolnienie           | 30 czerwca 2011      | Julinho Camargo    | 2 lipca 2011         |
| Atlético-PR          | Adílson Batista        | Zwolnienie           | 2 lipca 2011         | Renato Gaúcho      | 4 lipca 2011         |
| São Paulo            | Paulo César Carpegiani | Zwolnienie           | 7 lipca 2011         | Adílson Batista    | 16 lipca 2011        |
| América              | Mauro Fernandes        | Zwolnienie           | 11 lipca 2011        | Antônio Lopes      | 12 lipca 2011        |
| SC Internacional     | Falcão                 | Zwolnienie           | 18 lipca 2011        | Dorival Júnior     | 12 sierpnia 2011     |
| Atlético Goianiense  | Paulo César Gusmão     | Problemy osobiste    | 21 lipca 2011        | Hélio              | 12 sierpnia 2011     |
| América              | Antônio Lopes          | Rezygnacja           | 1 sierpnia 2011      | Givanildo Oliveira | 2 sierpnia 2011      |
| Grêmio               | Julinho Camargo        | Zwolnienie           | 4 sierpnia 2011      | Celso Roth         | 4 sierpnia 2011      |
| Atlético Mineiro     | Dorival Júnior         | Zwolnienie           | 7 sierpnia 2011      | Cuca               | 7 sierpnia 2011      |
| Avaí FC              | Alexandre Gallo        | Zwolnienie           | 18 sierpnia 2011     | Toninho Cecílio    | 22 sierpnia 2011     |
| CR Vasco da Gama     | Ricardo Gomes          | Problemy zdrowotne   | 28 sierpnia 2011     | Cristóvão          | 29 sierpnia 2011     |
| Athletico Paranaense | Renato Gaúcho          | Rezygnacja           | 1 września 2011      | Antônio Lopes      | 1 września 2011      |
| Cruzeiro EC          | Joel Santana           | Zwolnienie           | 2 września 2011      | Emerson Ávila      | 2 września 2011      |
| EC Bahia             | René Simões            | Zwolnienie           | 2 września 2011      | Joel Santana       | 4 września 2011      |
| Ceará                | Vágner Mancini         | Zwolnienie           | 11 września 2011     | Estevam Soares     | 14 września 2011     |
| Cruzeiro EC          | Emerson Ávila          | Zwolnienie           | 26 września 2011     | Vágner Mancini     | 26 września 2011     |
| São Paulo            | Adílson Batista        | Zwolnienie           | 16 października 2011 | Émerson Leão       | 24 października 2011 |
| Ceará                | Estevam Soares         | Zwolnienie           | 23 października 2011 | Dimas Filgueiras   | 24 października 2011 |
| Avaí FC              | Toninho Cecílio        | Zwolnienie           | 14 listopada 2011    | Edson Neguinho     | 14 listopada 2011    |
| Botafogo             | Caio Júnior            | Zwolnienie           | 17 listopada 2011    | Flávio Tenius      | 17 listopada 2011    |

## Rozgrywki

### Tabela
| Lp. | Drużyna                  | M  | Z  | R  | P  | B+ | B- | +/– | Pkt | Kwalifikacja lub spadek              |
| --- | ------------------------ | -- | -- | -- | -- | -- | -- | --- | --- | ------------------------------------ |
| 1   | Corinthians (M)          | 38 | 21 | 8  | 9  | 53 | 36 | +17 | 71  |                                      |
| 2   | Vasco da Gama (P)        | 38 | 19 | 12 | 7  | 57 | 40 | +17 | 69  | Copa Libertadores • Faza grupowa     |
| 3   | Fluminense               | 38 | 20 | 3  | 15 | 60 | 51 | +9  | 63  |                                      |
| 4   | Flamengo                 | 38 | 15 | 16 | 7  | 59 | 47 | +12 | 61  | Copa Libertadores • Runda wstępna    |
| 5   | Internacional            | 38 | 16 | 12 | 10 | 57 | 43 | +14 | 60  | Copa Libertadores • Runda wstępna    |
| 6   | São Paulo                | 38 | 16 | 11 | 11 | 57 | 46 | +11 | 59  | Copa Sudamericana • II runda wstępna |
| 7   | Figueirense              | 38 | 15 | 13 | 10 | 46 | 45 | +1  | 58  | Copa Sudamericana • II runda wstępna |
| 8   | Coritiba                 | 38 | 16 | 9  | 13 | 57 | 41 | +16 | 57  | Copa Sudamericana • II runda wstępna |
| 9   | Botafogo                 | 38 | 16 | 8  | 14 | 52 | 49 | +3  | 56  | Copa Sudamericana • II runda wstępna |
| 10  | Santos                   | 38 | 15 | 8  | 15 | 55 | 55 | 0   | 53  | Copa Libertadores • Faza grupowa     |
| 11  | Palmeiras                | 38 | 11 | 17 | 10 | 43 | 39 | +4  | 50  | Copa Sudamericana • II runda wstępna |
| 12  | Grêmio                   | 38 | 13 | 9  | 16 | 49 | 57 | −8  | 48  | Copa Sudamericana • II runda wstępna |
| 13  | Atlético Goianiense      | 38 | 12 | 12 | 14 | 50 | 45 | +5  | 48  | Copa Sudamericana • II runda wstępna |
| 14  | Bahia                    | 38 | 11 | 13 | 14 | 43 | 49 | −6  | 46  | Copa Sudamericana • II runda wstępna |
| 15  | Atlético Mineiro         | 38 | 13 | 6  | 19 | 50 | 60 | −10 | 45  |                                      |
| 16  | Cruzeiro                 | 38 | 11 | 10 | 17 | 48 | 51 | −3  | 43  |                                      |
| 17  | Athletico Paranaense (S) | 38 | 10 | 11 | 17 | 38 | 55 | −17 | 41  | Campeonato Brasileiro Série B        |
| 18  | Ceará (S)                | 38 | 10 | 9  | 19 | 47 | 64 | −17 | 39  | Campeonato Brasileiro Série B        |
| 19  | América Mineiro (S)      | 38 | 8  | 13 | 17 | 51 | 69 | −18 | 37  | Campeonato Brasileiro Série B        |
| 20  | Avaí (S)                 | 38 | 7  | 10 | 21 | 45 | 75 | −30 | 31  | Campeonato Brasileiro Série B        |

1. ↑  Santos kwalifikuje się do Copa Libertadores jako zdobywca Copa Libertadores 2011.
2. ↑  Vasco da Gama kwalifikuje się do Copa Libertadores jako zdobywca Pucharu Brazylii(inne języki).

### Wyniki
| Gospodarz \ Gość     | AMG | ACG | CAM | CAP | AVA | BAH | BOT | CEA | COR | CTB | CRU | FIG | FLA | FLU | GRE | INT | PAL | SAN | SPA | VAS |
| -------------------- | --- | --- | --- | --- | --- | --- | --- | --- | --- | --- | --- | --- | --- | --- | --- | --- | --- | --- | --- | --- |
| América Mineiro      |     | 1–2 | 0–0 | 2–1 | 2–2 | 2–1 | 2–1 | 4–1 | 2–1 | 1–3 | 1–1 | 0–0 | 2–3 | 3–0 | 2–2 | 2–4 | 1–1 | 1–2 | 1–1 | 4–1 |
| Atlético Goianiense  | 5–1 |     | 1–0 | 0–3 | 0–1 | 0–1 | 2–0 | 4–1 | 0–1 | 3–1 | 2–0 | 1–1 | 0–0 | 0–1 | 1–0 | 0–1 | 1–1 | 2–0 | 3–0 | 0–1 |
| Atlético Mineiro     | 2–0 | 2–2 |     | 3–0 | 2–0 | 2–0 | 4–0 | 1–1 | 2–3 | 2–1 | 1–2 | 1–2 | 1–1 | 1–0 | 2–0 | 0–4 | 2–1 | 2–1 | 0–1 | 1–2 |
| Athletico Paranaense | 2–2 | 2–1 | 0–1 |     | 0–0 | 0–2 | 2–1 | 1–0 | 1–1 | 1–0 | 2–1 | 0–0 | 1–1 | 1–1 | 0–1 | 2–0 | 2–2 | 3–2 | 1–0 | 2–2 |
| Avaí                 | 2–2 | 2–2 | 1–3 | 3–0 |     | 2–2 | 3–2 | 1–2 | 3–2 | 0–0 | 0–0 | 1–1 | 3–2 | 0–1 | 1–2 | 1–3 | 1–1 | 1–2 | 1–2 | 0–2 |
| Bahia                | 0–0 | 2–1 | 1–1 | 1–0 | 3–2 |     | 1–1 | 2–1 | 0–1 | 0–0 | 0–0 | 3–1 | 3–3 | 3–0 | 1–2 | 1–1 | 0–2 | 1–2 | 4–3 | 0–2 |
| Botafogo             | 4–2 | 1–1 | 3–1 | 2–0 | 2–1 | 2–2 |     | 4–0 | 0–2 | 3–1 | 1–0 | 0–1 | 1–1 | 1–1 | 2–1 | 1–2 | 3–1 | 1–0 | 2–2 | 4–0 |
| Ceará                | 4–0 | 1–1 | 3–0 | 2–1 | 0–3 | 3–0 | 2–2 |     | 0–1 | 3–2 | 2–2 | 1–1 | 0–1 | 1–2 | 3–0 | 1–1 | 2–0 | 2–3 | 0–2 | 1–3 |
| Corinthians          | 2–1 | 3–0 | 2–1 | 2–1 | 2–1 | 1–0 | 0–2 | 2–2 |     | 2–1 | 0–1 | 0–2 | 2–1 | 2–0 | 3–2 | 1–0 | 0–0 | 1–3 | 5–0 | 2–1 |
| Coritiba             | 3–1 | 0–1 | 3–0 | 1–1 | 1–0 | 0–0 | 5–0 | 3–1 | 1–0 |     | 2–1 | 3–0 | 2–0 | 3–1 | 2–0 | 1–1 | 1–1 | 1–0 | 3–4 | 5–1 |
| Cruzeiro             | 0–0 | 3–2 | 6–1 | 1–1 | 5–0 | 2–1 | 0–1 | 1–0 | 0–1 | 2–1 |     | 2–4 | 0–1 | 1–2 | 2–0 | 1–0 | 1–1 | 1–1 | 3–3 | 0–3 |
| Figueirense          | 2–1 | 2–0 | 2–1 | 2–0 | 2–3 | 2–1 | 2–0 | 1–1 | 0–1 | 0–0 | 1–0 |     | 2–2 | 0–4 | 0–0 | 1–1 | 0–1 | 2–1 | 1–2 | 1–1 |
| Flamengo             | 2–1 | 1–4 | 4–1 | 1–2 | 4–0 | 1–3 | 0–0 | 1–1 | 1–1 | 1–0 | 5–1 | 0–0 |     | 3–2 | 2–0 | 1–0 | 1–1 | 1–1 | 1–0 | 0–0 |
| Fluminense           | 1–2 | 3–2 | 0–2 | 3–1 | 3–1 | 0–1 | 1–2 | 4–0 | 1–0 | 3–1 | 2–1 | 3–0 | 0–1 |     | 5–4 | 2–0 | 1–0 | 3–2 | 0–2 | 1–2 |
| Grêmio               | 1–1 | 2–2 | 2–2 | 4–0 | 2–2 | 2–0 | 0–1 | 1–3 | 1–2 | 2–0 | 2–0 | 1–3 | 4–2 | 2–1 |     | 2–1 | 2–2 | 1–0 | 1–0 | 1–1 |
| Internacional        | 4–2 | 0–0 | 2–1 | 1–0 | 4–2 | 1–0 | 1–0 | 0–1 | 1–1 | 1–1 | 3–2 | 4–1 | 2–2 | 1–2 | 1–0 |     | 2–2 | 3–3 | 0–3 | 3–0 |
| Palmeiras            | 1–1 | 2–0 | 3–2 | 1–0 | 5–0 | 1–1 | 1–0 | 1–0 | 2–1 | 0–2 | 1–1 | 1–2 | 0–0 | 1–2 | 0–0 | 0–3 |     | 3–0 | 1–0 | 1–1 |
| Santos               | 1–0 | 1–1 | 2–1 | 4–1 | 3–1 | 1–1 | 2–0 | 1–0 | 0–0 | 2–3 | 1–0 | 2–3 | 4–5 | 2–1 | 0–1 | 1–1 | 1–0 |     | 1–1 | 2–0 |
| São Paulo            | 3–1 | 2–2 | 2–1 | 2–2 | 2–0 | 3–0 | 0–2 | 4–0 | 0–0 | 0–0 | 2–1 | 1–0 | 1–2 | 1–2 | 3–1 | 0–0 | 1–1 | 4–1 |     | 0–2 |
| Vasco da Gama        | 3–0 | 1–1 | 2–0 | 2–1 | 2–0 | 1–1 | 2–0 | 3–1 | 2–2 | 2–0 | 0–3 | 1–1 | 1–1 | 1–1 | 4–0 | 2–0 | 1–0 | 2–0 | 0–0 |     |

### Najlepsi strzelcy
Stan na 4 grudnia 2011
| #  | Piłkarz         | Klub                 | Gole |
| -- | --------------- | -------------------- | ---- |
| 1  | Borges          | Santos FC            | 23   |
| 2  | Fred            | Fluminense FC        | 22   |
| 3  | Deivid          | CR Flamengo          | 15   |
| 4  | Leandro Damião  | SC Internacional     | 14   |
| 4  | Ronaldinho      | CR Flamengo          | 14   |
| 4  | William         | Avaí FC              | 14   |
| 7  | Sebastián Abreu | Botafogo             | 13   |
| 7  | Kempes          | América-MG           | 13   |
| 7  | Neymar          | Santos FC            | 13   |
| 10 | Anselmo         | Atlético Goianiense  | 12   |
| 10 | Liédson         | Corinthians Paulista | 12   |
| 10 | Walter Montillo | Cruzeiro EC          | 12   |
| 10 | Thiago Neves    | CR Flamengo          | 12   |